# Mário Borriello
Mário Borriello (Itália, 1946 - Rio de Janeiro, 11 de março de 2023) foi um cenógrafo, artista plástico e carnavalesco brasileiro. Foi campeão do carnaval do Rio de Janeiro em 1993, pela Acadêmicos do Salgueiro, com o enredo Peguei um Ita no Norte.

## Biografia
Borriello é filho de italianos, cuja família passou a residir no interior de São Paulo. Na adolescência, mudou-se para o Rio de Janeiro, onde estudou no Colégio Santo Inácio. Tem formação em belas artes e em desenho industrial.
Foi cenógrafo da TV Globo, onde trabalhou em diversas produções da linha de shows, novelas e programas infantis. Realizou trabalhos em novelas como Pai Herói, Marrom Glacê e Chega Mais. Também trabalhou nos musicais infantis Pluct Plact Zum e Pirlim-Pim-Pim. Como artista plástico, já expôs trabalhos em Nova York, Amsterdã e no Museu de Arte Moderna do Rio de Janeiro.
Como carnavalesco, ingressou na Acadêmicos do Salgueiro em 1992, onde produziu o enredo O Negro Virou Ouro nas Terras do Salgueiro. No carnaval seguinte, em 1993, desenvolveu Peguei um Ita no Norte, seu maior êxito no carnaval carioca. Ajudou a escola a ser campeã do Grupo Especial, encerrando um período de 17 anos sem títulos.
Ainda no ano de 1993, ajudou na criação dos figurinos da ópera Turandot, que foi encenada na Praça da Apoteose.
Borriello não permaneceu no Salgueiro para o carnaval de 1994, voltando a desenvolver um enredo somente em 1995. Fora da folia carioca, trabalhou no São João de Caruaru, onde projetou um dos carros alegóricos para o desfile das quadrilhas.
Assinou o desfile da Estácio de Sá de 1995, que homenageou o centenário do Clube de Regatas do Flamengo. A escola terminou o carnaval em sétimo lugar.
Em 1996, assinou os figurinos da ópera Aída, encenada na Praça da Apoteose. Borriello fez uma parceria com Fernando Pamplona, responsável pela cenografia.
Voltou ao Salgueiro em 1997, onde projetou o enredo De Poeta, Carnavalesco e Louco, Todo Mundo tem um Pouco, que terminou em sétimo lugar. Em 1998, assinou um enredo em homenagem ao Festival Folclórico de Parintins.
Para o carnaval de 1999, acertou com a Império Serrano, onde fez o enredo Uma Rua Chamada Brasil. Em 2000, assinou o enredo Pra Não Dizer que Não Falei das Flores, da União da Ilha, baseando-se na composição de Geraldo Vandré.
Borriello voltou ao carnaval em 2003, com a Porto da Pedra, onde fez o enredo Os Donos da Rua, Um Jeitinho Brasileiro de Ser. Em 2004, foi o escolhido para ser o responsável pela decoração das ruas do Rio de Janeiro para o carnaval daquele ano. Comentou ainda o desfile das campeãs daquele ano para a TV Bandeirantes. Esteve à frente do enredo De Sol a Sol, a Soja... Um Negócio da China, pela Tradição, em 2005. Seu último desfile foi em 2008, com 100 anos de imigração japonesa no Brasil - Tem pagode no Maru, pela Porto da Pedra.
O carnavalesco morreu no dia 11 de março de 2023, aos 77 anos. Ele estava internado no Hospital Casa Rio Botafogo, sendo vítima de uma infecção generalizada.

## Premiações
- Estandarte de Ouro

1. 1993 - Melhor enredo (Salgueiro - "Peguei um Ita no Norte") [12]